# 여주 출토 동종
여주 출토 동종(驪州 出土 銅鍾)는 고려시대의 범종으로 1967년 경기도 여주군 금사면 상품리에서 고철 수집 때 우연히 발견되었다. 1993년 9월 10일 대한민국의 보물 제1166호로 지정되었다.

## 형태
종을 매다는 고리인 용뉴의 용두(龍頭)는 신라 범종의 용두와는 달리 한 마리의 용이 고개를 들고 있는 모습이며, 용의 몸을 구부러뜨려 범종을 매어 달게 하고 있다. 용의 등 뒤에 있는 음통은 6단으로 구분되어 있고, 각 부분마다 보상문(寶相紋)·당초문(唐草紋)을 양각하여 장식하였다. 용뉴 아래 상대(上帶)의 문양대와 천판(天板)이 접하는 경계 상에는 8개의 입화형(立華形) 뇌두문을 배치하였고 또한 상대·하대(下帶)·유곽대(乳廓帶)에는 가늘고 섬세한 연주문대(聯珠紋帶)를 돌리고 그 내부에 모란문(牧丹紋)과 당초문을 주된 문양으로 하여 화려하게 장식하였다.
상대 아래에 있는 사각형 유곽에는 꽃 모양으로 돌출된 유두(乳頭) 9개를 붙여놓았고, 유곽 주위에는 유곽대를 돌렸다.
종신(鐘身)에 있는 비천상(飛天像)은 이보다 48년 전에 만들어진 국보 제280호 성거산 천흥사명 동종이 두 군데에 배치된 것과는 달리 네 곳에 있다. 모두 구름무늬 위에 복련(覆蓮)으로 된 연화좌(蓮花座) 위에 천의(天衣)를 날리며 두신광(頭身光)을 갖추고 결가부좌한 모습으로 배치되어 있는데, 특히 대칭되는 곳에 보관(寶冠)을 쓴 2위의 보살상이 있는 것이 특징이다.
종을 치는 부분인 당좌(撞座) 역시 종신 중하단에 보살상과 교대로 엇갈리게 하여 네 곳에 배치하였는데, 당좌 중앙에는 자방(子房)을 갖추고 그 주변에 복엽(複葉)의 16연판(蓮瓣)을 돌렸으며, 그 외곽도 가늘고 섬세한 연주문으로 장식하여 처리하고 있다.
종신 아랫부분 하대에 접하는 곳에는 사각형으로 구획된 방곽(方廓內)을 만들고 그 상부를 화문으로 장식하였다. 방곽 안에는 지름 1.3cm 크기의 글씨를 4행으로 새겨 넣었는데, 이 같은 방식은 천흥사명 동종 또는 현재 일본 사가현 혜일사(惠日寺)에 소장된 태평6년(太平六年, 1026)명 거제북사종(巨濟北寺鐘) 등에서 그 유례를 찾아 볼 수 있다. 특히 이 명문대가 자리한 위치는 용뉴의 용두 방향과 일치되어 유곽 바로 아래에 해당하여 제작 당시 의도적으로 이 자리를 정면으로 삼았던 듯하다.
명문은 하대에 붙여서 만든 사각형의 구획 안에 '特爲聖壽天長之願鑄成金鐘一口重一百五十斤淸寧四年戊戌五月日記'라고 새겨져 있다. 전부 4행으로 음각하였는데, 명문 중에 이 동종을 봉안한 사원이나 승려 이름 등이 나와 있지 않지만, 고려 문종 12년(1058)에 해당하는 ‘청녕(淸寧)’이라는 중국 요나라의 연호가 있어 연대가 확실한 작품이 되고 있다. 현재 이 동종보다 이른 시기에 제작된 고려 동종으로는 1010년에 조성한 천흥사 동종이 유일하므로 이 동종은 국내에 남아 있는 고려 동종 가운데 두 번째로 이른 시기에 제작된 것이다. 다만 일본에 반출된 고려 동종 가운데는 이 보다 빠른 시기의 것으로 영암서원종(靈巖西院鐘, 963), 거제북사종, 태평10년(太平十年, 1030)명 동종 등이 있다.
한편 명문 가운데 이 동종을 가리켜 ‘금종(金鐘)’이라 한 것도 처음 나타나는 용어이기에 동종의 명칭 고찰에서 매우 중요하다.

## 사진

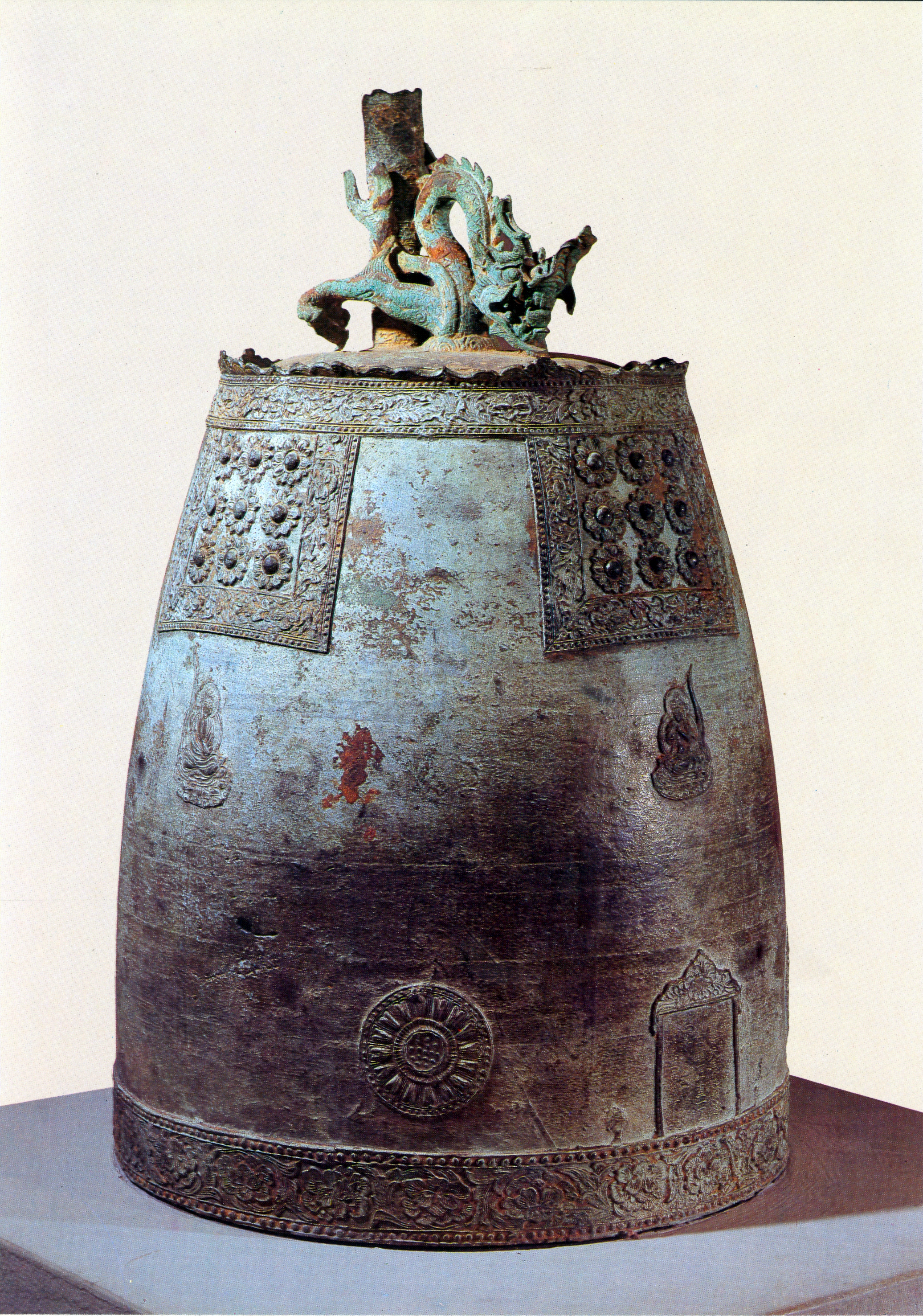
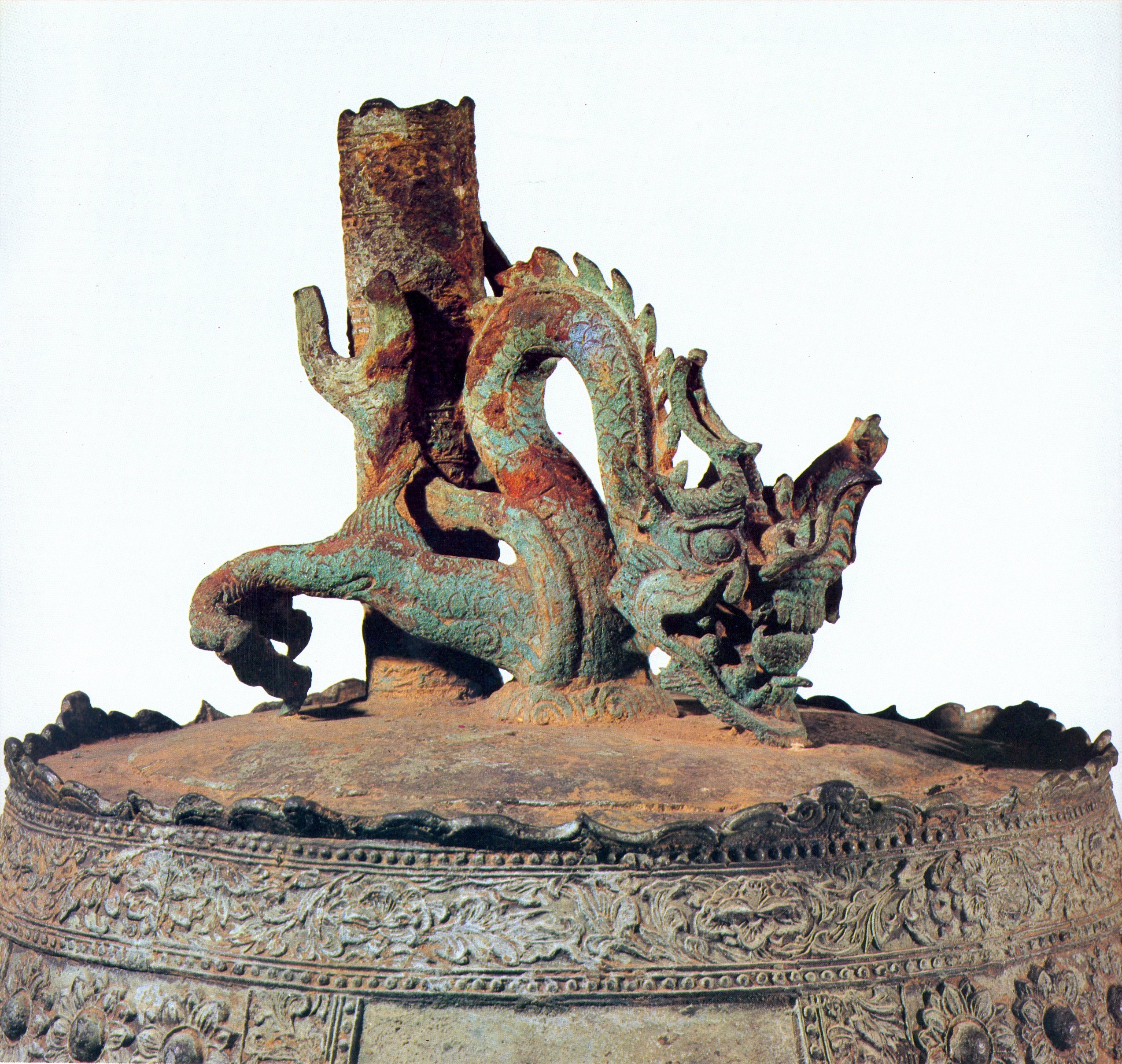
용뉴 부분